# Shaktikhor
Shaktikhor (nep. शतिखोर) – gaun wikas samiti w środkowej części Nepalu w strefie Narajani w dystrykcie Chitwan. Według nepalskiego spisu powszechnego z 2001 roku liczył on 1378 gospodarstw domowych i 7419 mieszkańców (3687 kobiet i 3732 mężczyzn).